# Jinkoki

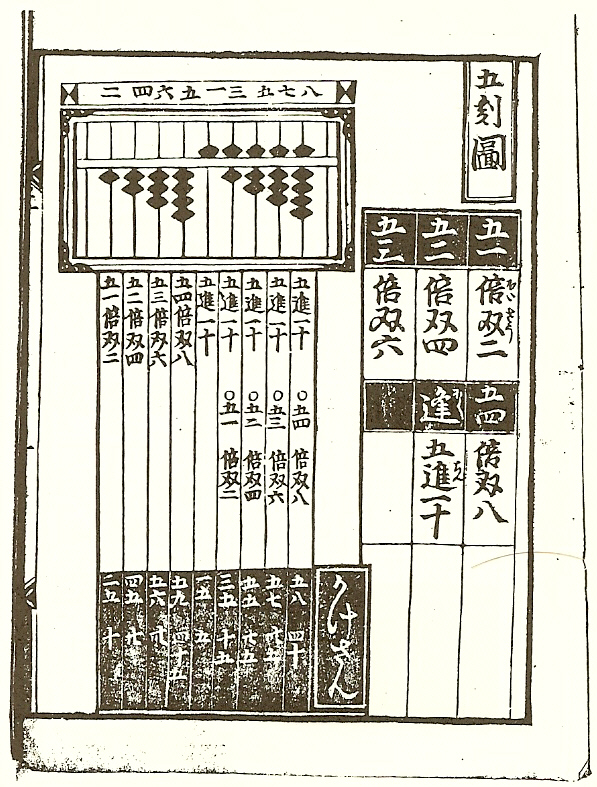
Uitleg over het gebruik van de soroban door Yoshida

Het wiskundeboek Jinkōki (塵劫記, Permanente Wiskunde) werd geschreven door Yoshida Mitsuyoshi en was los gebaseerd op de Chinese Suanfa Tongzong (算法统宗, Systematische verhandeling van Wiskunde) uit 1592, geschreven door Cheng Dawei.

## Geschiedenis
Het boek werd voor het eerst geschreven in 1627 en behandelde wasan (Japanse wiskunde). Het boek bevatte instructies voor het delen en vermenigvuldigen met een soroban en wiskundige problemen die relevant waren voor kooplieden en ambachtslieden. Ook bevatte het boek verschillende interessante wiskundige vraagstukken. Het was tevens het eerste Japanse boek dat gebruikmaakte van kleur. Als gevolg hiervan werd de Jinkōki het populairste Japanse wiskundeboek ooit en een van de meest gelezen boeken van de Edo-periode. Dankzij de methode die Yoshida gebruikte om de stof uit te leggen waarbij het refereerde aan alledaagse problemen, zoals het kopen en verkopen van rijst, kregen vele jonge boeren, leden van de burgerij, handelaren en ambachtslieden een interesse in wasan.
Na de eerste editie van de Jinkōki verschenen er een aantal concurrerende boeken. Als gevolg hiervan bedacht Yoshida in 1641, bij de 4de editie, een nieuwe methode met de naam idai keisho (het overdragen van problemen), hierin werd een nieuwe methode gebruikt waarbij het antwoord en de manier van berekeningen van zeer complexe problemen niet werd gegeven. Toen deze methode werd overgenomen door andere boeken uit die tijd zoals de Sanyo Roku, Empo Shikan-ki en vooral de Sampo Ketsugi-sho begon de tijd van de idai en als gevolg hiervan werden nieuwe manieren om problemen op te lossen met elkaar besproken. Dit was een zeer grote contributie aan de Japanse wiskunde omdat op deze manier veel nieuwe formules en berekeningen ontstonden.
Omdat de samenleving gedurende de Edo- en Meijiperiode erg stabiel was en nooit veel veranderde hoefde maar weinig voorbeelden aangepast te worden waardoor het boek zeer lang relevant bleef. Doordat dit boek zo populair was zijn er een veel boeken uitgebracht gedurende de Edo- en Meijiperiode die vernoemd werden naar de Jinkōki, bijvoorbeeld de Dinkoki en de Shinpen Jinkōki. Later is zelfs een monument opgericht om dit boek te eren.

## Chronologie

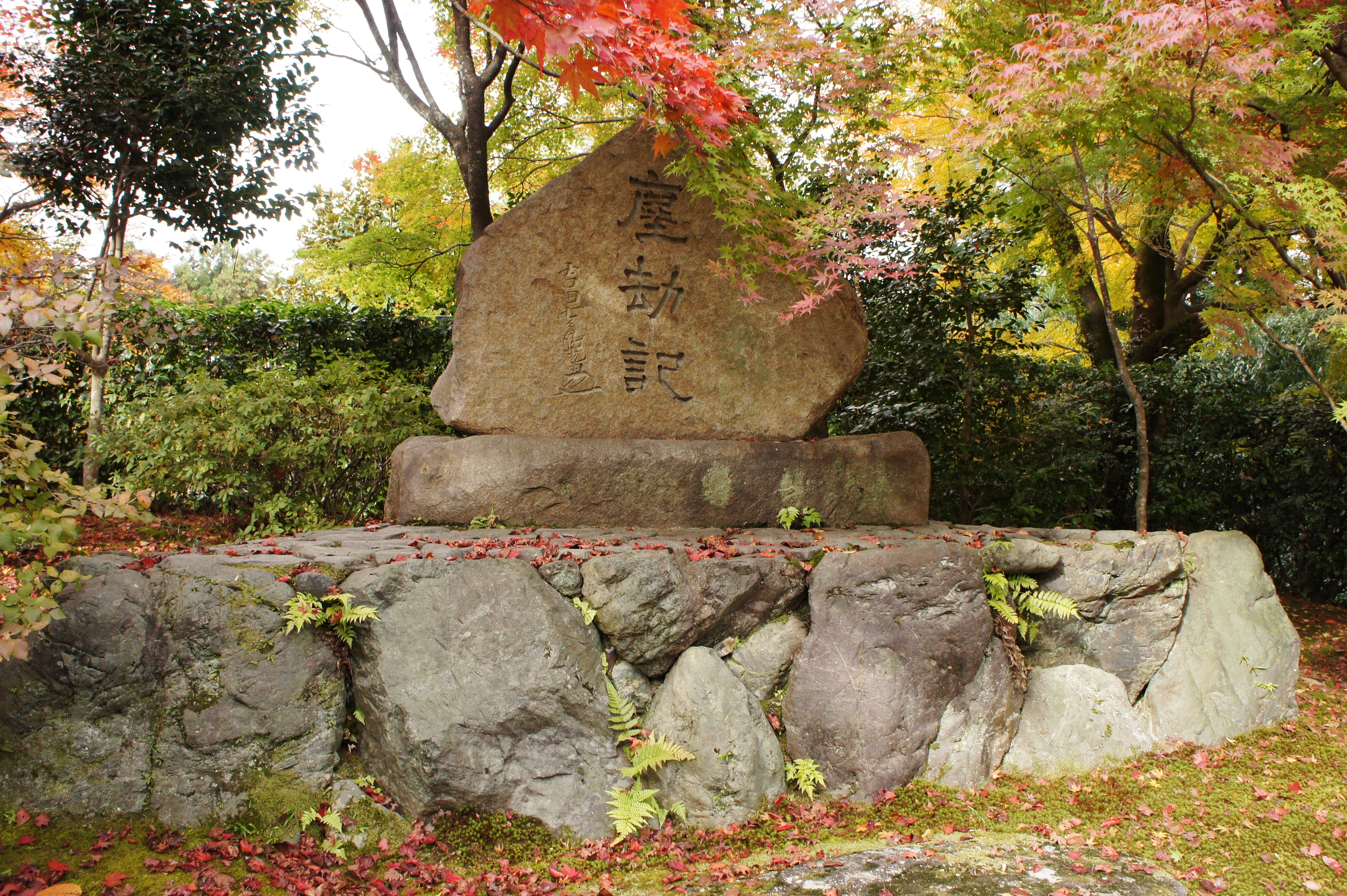
Monument ter ere van de Jinkōki bij de Jojakukoji

- 1627 - De eerste editie wordt uitgegeven, deze omvatte vier delen die samen 26 hoofdstukken hadden.
- 1629 - De tweede versie van de eerste editie wordt uitgegeven, deze omvatte vijf delen die samen 48 hoofdstukken hadden. Het was grotendeels een aanvulling op de eerste editie.
- 1631 - De tweede editie wordt uitgegeven, deze omvatte drie delen die samen 48 hoofdstukken hadden. Deze editie bevatte kleuren voor het verduidelijken van positieve en negatieve getallen, had enige bescherming tegen het kopiëren van de kleurafbeeldingen en maakte veel aanpassingen rondom de benaming en grote van de grotere getallen.
- 1634 - De derde editie wordt uitgegeven, deze omvatte vier delen van een kleiner formaat dan de vorige edities. Deze editie had 48 hoofdstukken en de eerste paar hoofdstukken verschilden aanzienlijk ten opzichte van de eerdere edities.
- juni 1641 - De vierde editie wordt uitgegeven, deze was zeer anders dan de vorige edities en is daardoor niet officieel erkend als de vierde editie. Deze editie omvatte drie delen met daarin 50 hoofdstukken die verder uitgebreid waren dan de eerdere edities. Deze werden zo opgedeeld dat problemen zoals prijsberekening, renteberekening en het berekenen van wisselkoersen in het eerste deel vielen, taken die voor individuele beroepen zoals handelaren, boeren en ambachtslieden van groot belang waren, zoals het berekenen van de grootte van een rijstveld en graanbelasting vielen in het tweede deel. In het derde deel werden vooral problemen behandeld die bedoeld waren om indruk te maken op leken, zoals exponentiële groei, kwadraat berekeningen en worteltrekken. Ook introduceerde deze editie de idai keisho methode.
- november 1641 - Het vierde deel van de vierde editie wordt uitgegeven, deze bevatte hoofdstukken over het berekenen van de volume en oppervlakte van objecten en twaalf onopgeloste wiskundige vraagstukken.
- 1902 - Er doet zich een omkoopschandaal voor bij de officiële commissie voor de controle van schoolboeken. Dit dwingt de minister van Onderwijs, Kikuchi Dairoku er toe om een nationaal schoolboek in te voeren. Dit betekent het einde van de traditie van het gebruik van Jinkōki op sommige scholen.[5]
- oktober 1977 - Er wordt een monument opgericht ter ere van de Jinkōki bij de Jōjakukōji (常寂光寺, Tempel van het Eindeloze Licht der Wijsheid)

## Hoofdstukken
Een aantal hoofdstukken in het eerste deel van elke editie bleven nagenoeg altijd hetzelfde. Deze waren:
1. De namen van Grote Getallen
2. De namen van Kleine Getallen
3. De eenheden van Volumes
4. De eenheden van Oppervlaktes
5. De Vermenigvuldigtabel
6. De Delingstabel

Het hoofdstuk over de Grote Getallen veranderde tussen de 1ste, 2de en 3de editie veel door een aantal ontdekte fouten tussen elke editie. Vanaf de 3de editie zijn deze hoofdstukken in het eerste deel van de editie bijna hetzelfde gebleven.